# Impossible Princess
Impossible Princess è il sesto album della cantante australiana Kylie Minogue, pubblicato nel 1997. Dall'album sono stati estratti quattro singoli, Some Kind of Bliss, Did It Again, Breathe, Cowboy Style.

## Descrizione
L'incisione del duetto con Nick Cave, Where the Wild Roses Grow dà l'impulso alla cantante per preparare un album più profondo, con sonorità che rispecchiassero davvero il suo modo di essere attuale, che giustificasse il passato ma celebrasse il presente. Grazie all'ispirazione di Nick Cave e del fotografo Stéphane Sednaoui, con cui trascorre un viaggio tra USA e Cina, Kylie trova la sua vena creativa e il coraggio di esprimere realmente se stessa, tramite il suo talento e la sua creatività. L'album è stato completamente scritto dalla stessa cantante, e segna una svolta nella sua carriera musicale, grazie alla profondità dei testi ed all'ottima produzione musicale. Presenta suoni indie-elettronici innovativi, prende spunto da artisti come Björk, l'artista pop giapponese Tōwa Tei (con cui inciderà ben due duetti) e la band degli U2, fondendo tutti questi generi nell'album. L'album prende vita grazie alle collaborazioni con Brothers In Rhythm, Manic Street Preachers e Dave Seaman e la stesura completa impiega un periodo di tempo relativamente lungo, circa tre anni. Nel corso della stesura Kylie dichiara di essere felice di scrivere finalmente qualcosa di estremamente differente da quello che finora aveva fatto. L'album rappresenta vari generi musicali, rappresentando le varie personalità della cantante in quel periodo.
Non fu immediatamente apprezzato dalla critica, scioccata dal radicale cambiamento di immagine (Kylie tagliò tutti i capelli), di stile musicale ed approccio al successo. Nonostante ciò riceve, comunque recensioni positive in tutto il mondo, e gli stessi critici reputano impossibile che questo lavoro così maturo e personale possa essere stato scritto da una cantante che fino a quel momento aveva fatto pop da discoteca. Il titolo dell'album viene deciso da Kylie, dopo aver ricevuto in regalo da Nick Cave un libro intitolato Poems to Break the Hearts of Impossible Princesses di Billy Childish, che secondo la cantante, rispecchiava a pieno il periodo musicale e artistico che stava attraversando. La cover del disco è un radicale sconvolgimento dell'immagine della cantante, con i capelli corti, con sfondo scuro a simboleggiare il senso di oscurità che avvolge l'album. La cover è anche in versione tridimensionale, curata dal fotografo Sednaoui, a simboleggiare le tre personalità del disco.
Purtroppo questo risulta essere un album sfortunato, in quanto la sua uscita coincide con la tragica morte di Lady Diana, e per non creare fraintendimenti con il titolo dell'album (Impossible Princess), viene ritirato dal commercio dopo appena due settimane per essere ristampato solo in seguito, quando però l'entusiasmo per il nuovo album sarà già scemato. La ristampa non contiene nessun titolo, e sulla copertina è scritto solo Kylie Minogue senza altra aggiunta. La scelta è voluta dalla cantante, che dichiara di aver scelto quel nome per l'album due anni prima e quando è stato ritirato, per non dare ulteriori spiegazioni alle persone, ha preferito lasciare l'album senza nome, per darlo in futuro quando la gente avrà capito l'essenza dell'album in sé.
Per questi motivi l'album non ottiene un grande successo commerciale, pur essendo molto gradito ai fans, che lo acclamano come un capolavoro.
Nonostante successivamente Kylie si sia orientata verso un genere dance/pop comunque molto raffinato, nei successivi tour ha quasi sempre inserito brani tratti da Impossible Princess come Cowboy Style nel KylieFever2002, Dreams nello Showgirl Homecoming e Say Hey, I Don't Need Anyone e Drunk nel recente Anti Tour del 2012.

## Tracce
Edizione standard
1. Too Far – 4:43 (Kylie Minogue)
2. Cowboy Style – 4:44 (Kylie Minogue, Steve Anderson, Dave Seaman)
3. Some Kind of Bliss – 4:13 (Kylie Minogue, James Dean Bradfield, Sean Moore)
4. Did It Again – 4:22 (Kylie Minogue, Steve Anderson, Dave Seaman)
5. Breathe – 4:38 (Kylie Minogue, David Ball, Ingo Vauk)
6. Say Hey – 3:37 (Kylie Minogue)
7. Drunk – 3:59 (Kylie Minogue, Steve Anderson, Dave Seaman)
8. I Don't Need Anyone – 3:13 (Kylie Minogue, James Dean Bradfield, Nicky Jones)
9. Jump – 4:03 (Kylie Minogue, Rob Dougan)
10. Limbo – 4:06 (Kylie Minogue, David Ball, Ingo Vauk)
11. Through the Years – 4:20 (Kylie Minogue, David Ball, Ingo Vauk)
12. Dreams – 3:44 (Kylie Minogue, Steve Anderson, Dave Seaman)

Bonus track per il Giappone
1. Tears – 4:27 (Kylie Minogue, David Ball, Ingo Vauk)

CD bonus dell'edizione speciale
1. Love Takes Over Me – 4:19 (Kylie Minogue, Steve Anderson, Dave Seaman)
2. Too Far (Inner Door Mix) – 6:19 (Kylie Minogue)
3. Did It Again (Did It Four Times Mix) – 5:49 (Kylie Minogue, Steve Anderson, Dave Seaman)
4. Breathe (Tee's Dancehall Mix) – 6:21 (Kylie Minogue, David Ball, Ingo Vauk)
5. Tears – 4:27 (Kylie Minogue, David Ball, Ingo Vauk)
6. Too Far (Junior's Riff Dub) – 5:49 (Kylie Minogue)
7. Breathe (Tee's Dub of Life) – 7:55 (Kylie Minogue, David Ball, Ingo Vauk)
8. Some Kind of Bliss (Quivver Mix) – 8:39 (Kylie Minogue, James Dean Bradfield, Sean Moore)
9. Did It Again (Razor-n-Go Dub) – 9:53 (Kylie Minogue, Steve Anderson, Dave Seaman)
10. Breathe (Tee's Glimmer Mix) – 4:46 (Kylie Minogue, David Ball, Ingo Vauk)
11. Too Far (North Pole Mix) – 5:54 (Kylie Minogue)
12. This Girl (Demo) – 3:09 (Kylie Minogue, Uschi Classen)

## Successo commerciale
L'album ha ricevuto un buon riscontro commerciale solo nei paesi lontani dalla scena europea. In Australia entrò direttamente al quarto posto dell'album chart vendendo più di 140 000 copie e ottenendo il doppio album di platino. È inoltre risultato essere il 31º album più venduto del 1998 in Australia. In Israele è andato direttamente al numero uno e, nonostante i tempi burrascosi in Inghilterra, l'album è andato al numero dieci della Uk Album Chart ottenendo lo status di Silver. Ha visto luce in alcune classifiche europee, ma senza troppo successo.

## Classifiche
| Classifica (1998-2022)  | Posizione massima |
| ----------------------- | ----------------- |
| Israeli Albums Chart    | 1                 |
| Slovenia Albums Chart   | 2                 |
| Australian Albums Chart | 4                 |
| Japan Albums Chart      | 5                 |
| UK Albums Chart         | 10                |
| Svizzera                | 55                |
| German Albums Chart     | 25                |